# Guinée-Bissau
Pour les articles homonymes, voir Guinée (homonymie).
République de Guinée-Bissau
(pt) República da Guiné-Bissau 
(ff) 𞤘𞤭𞤲𞤫 𞤄𞤭𞤧𞤢𞥄𞤱𞤮 
(mnk) ߖߌ߬ߣߍ߫ ߓߌߛߊߥߏ߫ 
La Guinée-Bissau ou Guinée-Bissao, en forme longue la république de Guinée-Bissau ou république de Guinée-Bissao (en portugais : Guiné-Bissau et República da Guiné-Bissau), est un pays lusophone d'Afrique de l'Ouest. Sa capitale est Bissau. Le pays accède à l'indépendance en 1974, et connaît depuis une vie politique instable, avec plusieurs coups d'État.
Le pays fait partie de nombreuses organisations comme la  Communauté économique des États de l'Afrique de l'Ouest (CÉDÉAO), l'Organisation de la coopération islamique (OCI), l'Union africaine (UA), l'Organisation des Nations unies (ONU), la Communauté des pays de langue portugaise (CPLP) ou encore l'Organisation internationale de la francophonie (OIF).

## Géographie
La Guinée-Bissau, qui doit son nom à sa capitale, Bissau, est un pays lusophone d'Afrique de l'Ouest, baigné par l'océan Atlantique, limité au nord par le Sénégal, à l'est et au sud-est par la république de Guinée, ces deux derniers États étant francophones.
La Guinée-Bissau s'étend sur 36 120 km2, 28 000 km2 de terre et 8 120 km2 de mer (ce qui est à peine plus étendu que la Belgique), et comprend environ 80 îles et îlots de l'archipel des Bijagos (ou « archipel des Bissagos »).

## Histoire

### Histoire pré-coloniale

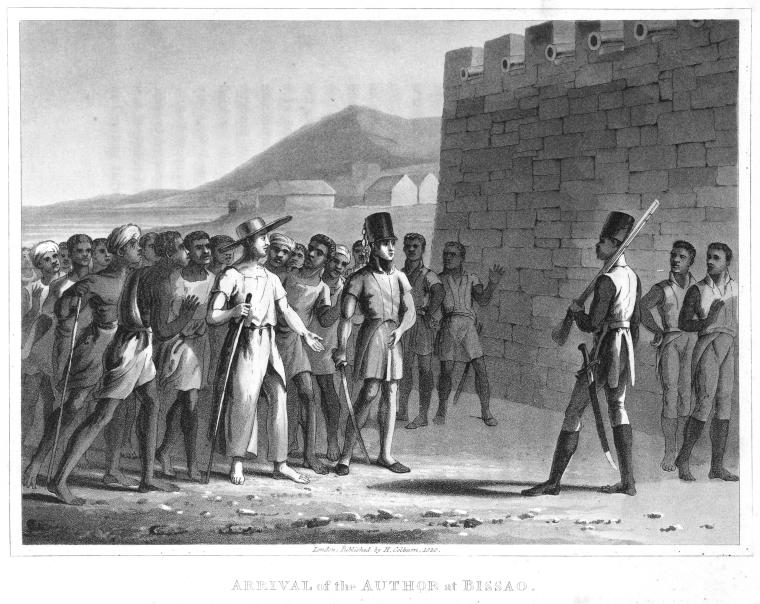
Arrivée de Gaspard Théodore Mollien à Bissau (1818).

À partir du XIIIe siècle, les Mansayas (baronnies de l'empire du Mali), fondées entre 1235 et 1265 par le général mandingue Tiramighan Traoré qui a vaincu et fait prisonnier Kirikor, dernier roi du Bainouk, puis réunies à partir du XVIIe siècle sous la forme du royaume indépendant du Gabu (Kaabunké) s'étendent progressivement et exercent, à l'ouest, une forte influence sur la région et les autres nations de ce territoire (Royaume de Qinala, Confédération Balante, Seigneuries Brâmes/Papel, Seigneuries Felups/Diola, Royaume Nalu), jusqu'au XVIIIe siècle. Les premiers contacts européens sont établis en 1447 par le navigateur portugais Álvaro Fernandes, un an après la mort de Nuno Tristão lors d'une bataille navale à l'embouchure de la Gambie. Le Portugal loue plusieurs terrains en bordure de fleuves sur lesquels il établit des comptoirs, notamment à Cacheu, Bissau, Farim, Geba. En 1867, le royaume de Gabu est vaincu par l'armée de la confédération peule et musulmane du Fouta Djalon.

### Histoire coloniale

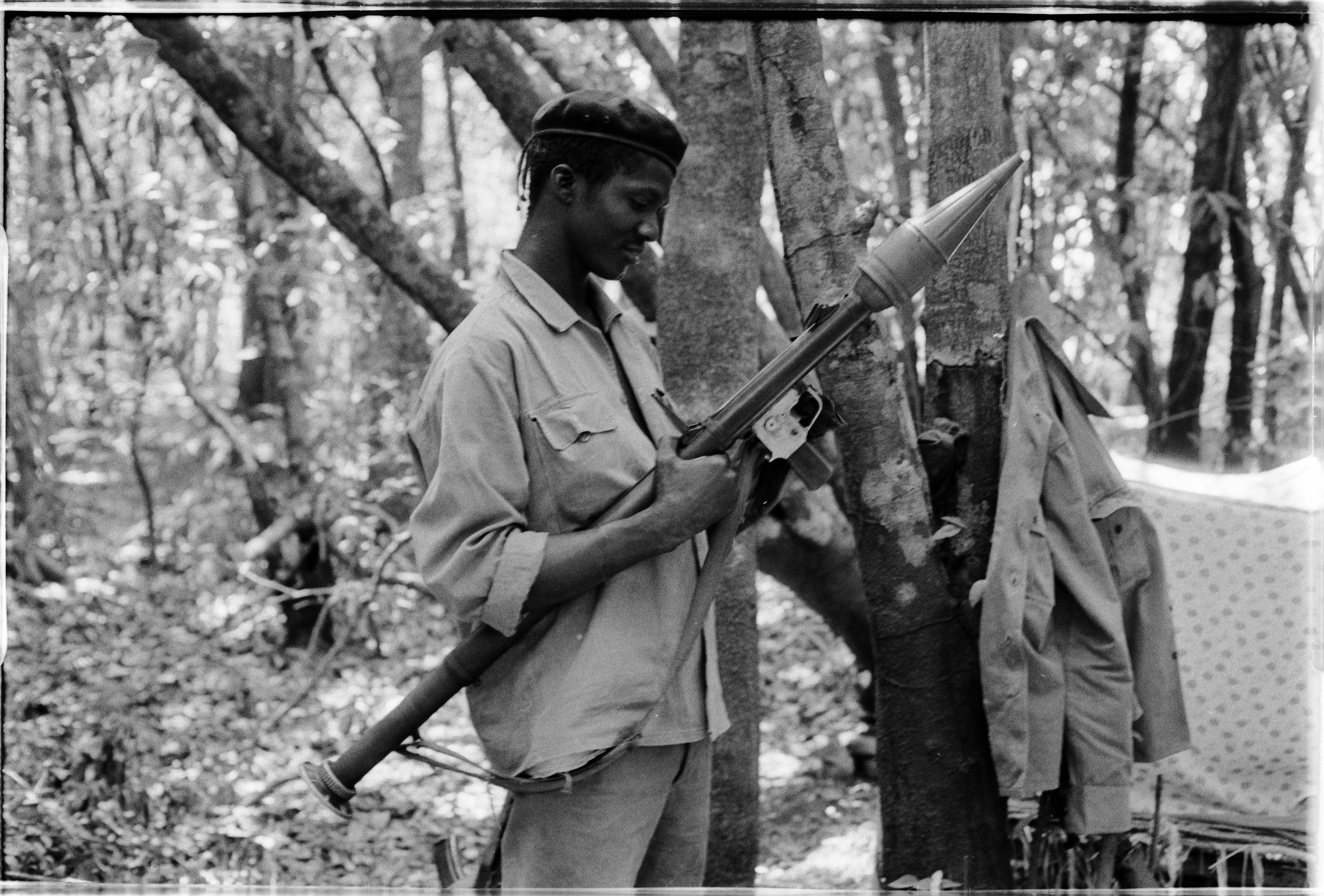
Combattant du Parti africain pour l'indépendance de la Guinée et du Cap-Vert (PAIGC) en 1974 pendant la guerre d'indépendance.

La région devient une colonie portugaise en 1879 puis une province ultramarine en 1951.
En 1959, une grève ouvrière au port de Bissau aboutit à un massacre. Cinquante ouvriers sont tués par les forces de l'ordre portugaises et plus de 100 blessés. Ce massacre constitue un « tournant de la réflexion des nationalistes révolutionnaires », les incitant à reconsidérer les luttes pacifiques menées jusqu'alors pour envisager la lutte armée.
En 1963, le Parti africain pour l'indépendance de la Guinée et du Cap-Vert (PAIGC) déclenche la guerre d'indépendance. L'insurrection rencontre progressivement l'adhésion des populations rurales et les « zones libérées » s'étendent sur 50 % du territoire dès 1966, puis 70 % à partir de 1968. Sous la direction d'Amílcar Cabral, les rebelles tentent d'y reconstruire un modèle politique où le pouvoir serait exercé par les paysans eux-mêmes et entreprennent de développer le système sanitaire et l'alphabétisation.
L'objectif se situe au-delà de la simple indépendance nationale. Selon Cabral : « Nous ne luttons pas simplement pour mettre un drapeau dans notre pays et pour avoir un hymne mais pour que plus jamais nos peuples ne soient exploités, pas seulement par les impérialistes, pas seulement par les Européens, pas seulement par les gens de peau blanche, parce que nous ne confondons pas l'exploitation ou les facteurs d'exploitation avec la couleur de peau des hommes ; nous ne voulons plus d'exploitation chez nous, même pas par des Noirs ».
Après la révolution des Œillets en 1974, les Portugais quittent le pays qui devient indépendant. Le PAIGC qui avait mené la lutte politique puis l'insurrection pour l'indépendance pendant 12 ans remporte les élections.

### Histoire depuis l'indépendance

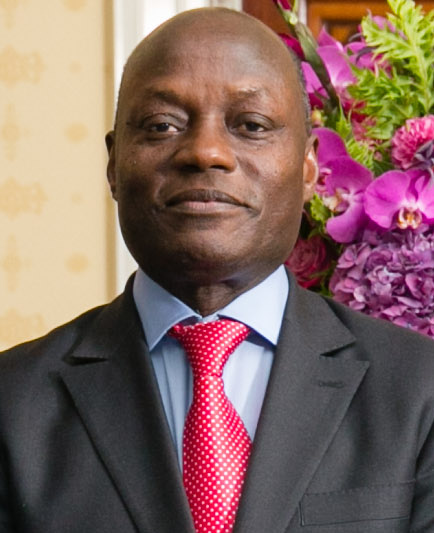
José Mário Vaz, président d'août 2014 à février 2020.

Depuis la décolonisation, le pays est en proie à une instabilité chronique avec six tentatives de renversement du pouvoir par la violence. Aucun président n'a d'ailleurs pu parvenir à la fin de son mandat. L'armée, au sein de laquelle l'ethnie balante est prédominante, joue un rôle essentiel dans la vie politique du pays.
Cependant, l'indépendance avait commencé sous les meilleurs auspices. La diaspora bissaoguinéenne était revenue en masse dans le pays. Un système d'accès à l'école pour tous avait été créé. Les livres étaient gratuits et les écoles semblaient disposer d'un nombre suffisant d'enseignants. L'éducation des filles, jusqu'alors négligée, avait été encouragée et un nouveau calendrier scolaire, plus adapté au monde rural, avait été adopté.
Le 14 novembre 1980, João Bernardo Vieira dit « Nino Vieira » renverse le président Luís Cabral, demi-frère du leader indépendantiste Amílcar Cabral et au pouvoir depuis l'indépendance, par un coup d'État militaire sans effusion de sang. La Constitution est suspendue et un conseil militaire de neuf membres de la révolution présidé par Vieira est mis en place.
Depuis lors, le pays a évolué vers une économie libérale. Des coupes budgétaires ont été effectuées au détriment du secteur social et de l'éducation. En 1984, une nouvelle constitution est approuvée et ramène le pays à la règle civile. La Guinée-Bissau, comme une grande partie de l'Afrique subsaharienne, se tourne vers la démocratie multipartite au début des années 1990 avec la fin de la Guerre froide. L'interdiction des partis politiques est levée en 1991 et des élections ont lieu en 1994.
Au premier tour de l'élection présidentielle le 3 juillet 1994, Vieira reçoit 46,20 % des voix face à sept autres candidats. Il sort vainqueur du deuxième tour le 7 août avec 52,02 % des voix contre 47,98 % pour Kumba Ialá, un ancien conférencier de philosophie, dissident du PAIGC dont il a été exclu en 1989 et président du Parti social de renouvellement (PRS). Les observateurs internationaux des élections ont en général considéré le scrutin comme honnête. Vieira est proclamé premier président de la République démocratiquement élu le 29 septembre 1994.
Après une tentative échouée de coup d'État contre le gouvernement en juin 1998, le pays tombe dans une brève mais violente guerre civile entre les forces restées fidèles à Vieira et celles du chef d'état-major de l'armée Ansoumane Mané, ancien compagnon d'arme du chef de l'État pendant la guerre d'indépendance. Les rebelles renversent finalement le gouvernement de João Vieira le 7 mai 1999 qui trouve refuge à l'ambassade du Portugal avant de s'exiler au Portugal.
Kumba Ialá est élu président en 2000 mais est renversé par un coup d'État sans effusion de sang en septembre 2003. D'ethnie balante, celui-ci était accusé de favoriser sa communauté et s'était discrédité en dissolvant en 2002 l'Assemblée nationale tout en repoussant sans cesse de nouvelles élections législatives. Le coup d'État ne suscita que peu de protestations tant de la part de la population que de la communauté internationale.
Le pays entreprend alors à nouveau avec difficulté une phase de normalisation démocratique, culminant avec l'organisation d'élections législatives en 2004 et d'une élection présidentielle le 24 juillet 2005 qui voit le retour à la tête du pays de João Bernardo Vieira dit « Nino Vieira », l'ancien président déposé en 1999 par un coup d’État militaire qui s'était présenté en indépendant. Pour gouverner, Nino Vieira, fortement contesté au sein du PAIGC, conclut une alliance tactique avec son ennemi historique, le général Batista Tagme Na Waie, en le nommant chef d'état-major.
Cependant, le 1er mars 2009, le chef d'état-major des forces armées, le général Batista Tagme Na Waie, est tué dans un attentat à la bombe. Le président João Bernardo Vieira, que certains militaires tiennent pour responsable de cet attentat dans la mesure où il entretenait des relations historiquement exécrables avec ce dernier, est assassiné à son tour, le 2 mars 2009, par des hommes armés. Pour lui succéder, Malam Bacai Sanhá, candidat du PAIGC, est élu président le 26 juillet 2009.
Parallèlement, la Guinée-Bissau est gangrenée par le trafic de drogue et qualifiée à ce titre de « narco-État » par l'Office des Nations unies contre les drogues et le crime. Ainsi, les attentats contre le chef d'état-major Tagme Na Waie et le président Vieira ont probablement été fomentés par les trafiquants colombiens, peut-être en représailles de la destitution en août 2008 du contre-amiral José Américo Bubo Na Tchuto, chef de la marine nationale, qui couvrait le trafic avec Antonio Indjai. Ce dernier, après bien des péripéties, tombera d'ailleurs en mars 2013 dans un piège tendu par la Drug Enforcement Administration américaine et envoyé aux États-Unis pour y être jugé pour trafic de drogue tandis qu'Antonio Indjai est depuis lors inculpé par la justice américaine et sous mandat d'arrêt international.
Le mandat de Malam Bacaï Sanha est émaillé de graves incidents en lien avec le narcotrafic. Le 1er avril 2010, une tentative de coup d'État menée par Antonio Indjai et l'ancien contre-amiral José Américo Bubo Na Tchuto aboutit à l'arrestation du Premier ministre Carlos Gomes Júnior et d'une quarantaine d'officiers dont le chef d'état-major de l'armée, José Zamora Induta, dans un coup de force présenté comme « un problème purement militaire ». À la suite de manifestations de soutien au Premier ministre, Antonio Indjai menace de tuer ce dernier avant d'expliquer dans une allocution que l'armée « réitérait son attachement et sa soumission au pouvoir politique ». Le Premier ministre est relâché le lendemain tandis qu'Indjai se présente comme le nouvel homme fort de l'armée. Ce dernier est relâché le lendemain, mais demeure en résidence surveillée, tandis qu'Antonio Indjai devient le nouvel homme fort de l'armée,.
Le 12 avril 2012, un coup d'État mené par l'armée dépose le Premier ministre Carlos Gomes Júnior dans le contexte d'une élection présidentielle contestée. La Communauté économique des États de l'Afrique de l'Ouest (CÉDÉAO) et la Communauté des pays de langue portugaise (CPLP) prennent des positions fortes contre ce coup d'État et examinent les possibilités d'intervention politique et militaire. L'Union africaine suspend la Guinée-Bissau le 17 avril 2012. Mamadu Ture Kuruma devient de facto le dirigeant du pays. Manuel Serifo Nhamadjo, président de l'Assemblée nationale populaire, devient président de la République par intérim.
En 2014, José Mário Vaz remporte l'élection présidentielle du 13 avril 2014, marquant le retour progressif à la légalité constitutionnelle. Pour autant, l'instabilité persiste, et les Premiers ministres se succèdent.
Au mois de septembre 2016, le président guinéen Alpha Condé, médiateur de la crise bissaoguinéenne, et son homologue de la Sierra Leone Ernest Bai Koroma obtiennent un compromis politique signé le 10 septembre par toutes les parties : ce sont les accords de Conakry. Successivement, Umaro Sissoco Embaló en novembre 2016, puis Artur Silva en janvier 2018, puis Aristides Gomes mi-avril 2018 sont nommés Premier ministres.
Lors d'une réunion du 30 août 2018 du Conseil de sécurité de l'ONU, les signes d'une amélioration de la situation politique sont soulignés, mais il est rappelé que des points des accords de Conakry restent à réaliser : réforme constitutionnelle et réforme électorale. Finalement, l'élection présidentielle de fin 2019 voit la défaite du candidat de l'ex-parti unique, au pouvoir depuis 1974, le PAIGC, et la victoire d'Umaro Sissoco Embaló, ancien général et ancien Premier ministre devenu opposant. La confirmation de ce résultat est compliquée, donnant lieu à des allers et retours entre la Commission électorale et la Cour suprême (saisie par le PAIGC), mais c'est la première transition politique qui s'effectue pacifiquement. L'investiture d'Umaro Sissoco Embaló a lieu le 27 février . La passation de pouvoir s'effectue ensuite au palais présidentiel. Nuno Gomes Nabiam est nommé Premier ministre le lendemain, le 28 février 2020. Mais une incertitude subsiste : une partie des députés investissent comme président, le 28 février au soir, le président de l'Assemblée nationale, Cipriano Cassamá, par intérim. Pour eux, l'investiture de Umaro Sissoco Embalo n'est pas légale,.
Le 21 décembre 2023, le président Embalo, une semaine après avoir reconduit le premier ministre Geraldo Martins, le congédie finalement sans raison invoquée, et le remplace par Rui Duarte Barros, dans un contexte de tensions persistantes avec l'Assemblée nationale dont il avait annoncé la dissolution 15 jours plus tôt, celle-ci ayant dénoncé un coup d'État.

## Subdivisions
La Guinée-Bissau est divisée en 8 régions, elles-mêmes partagées en 37 secteurs. Les 8 régions sont :
- Bafatá, au centre-nord ;
- Biombo, entre la région de Cacheu et de Oio, et le secteur autonome de Bissau ;
- Bolama-Bijagos, au sud-ouest ;
- Cacheu, à l'ouest ;
- Gabú, à l'est ;
- Oio, au nord ;
- Quínara, entre la région de Bafatá et de Tombalí ;
- Tombalí, au sud.

Bissau, la capitale, constitue un secteur autonome.

## Économie

États membres de la Communauté économique des États de l'Afrique de l'Ouest (CÉDÉAO).

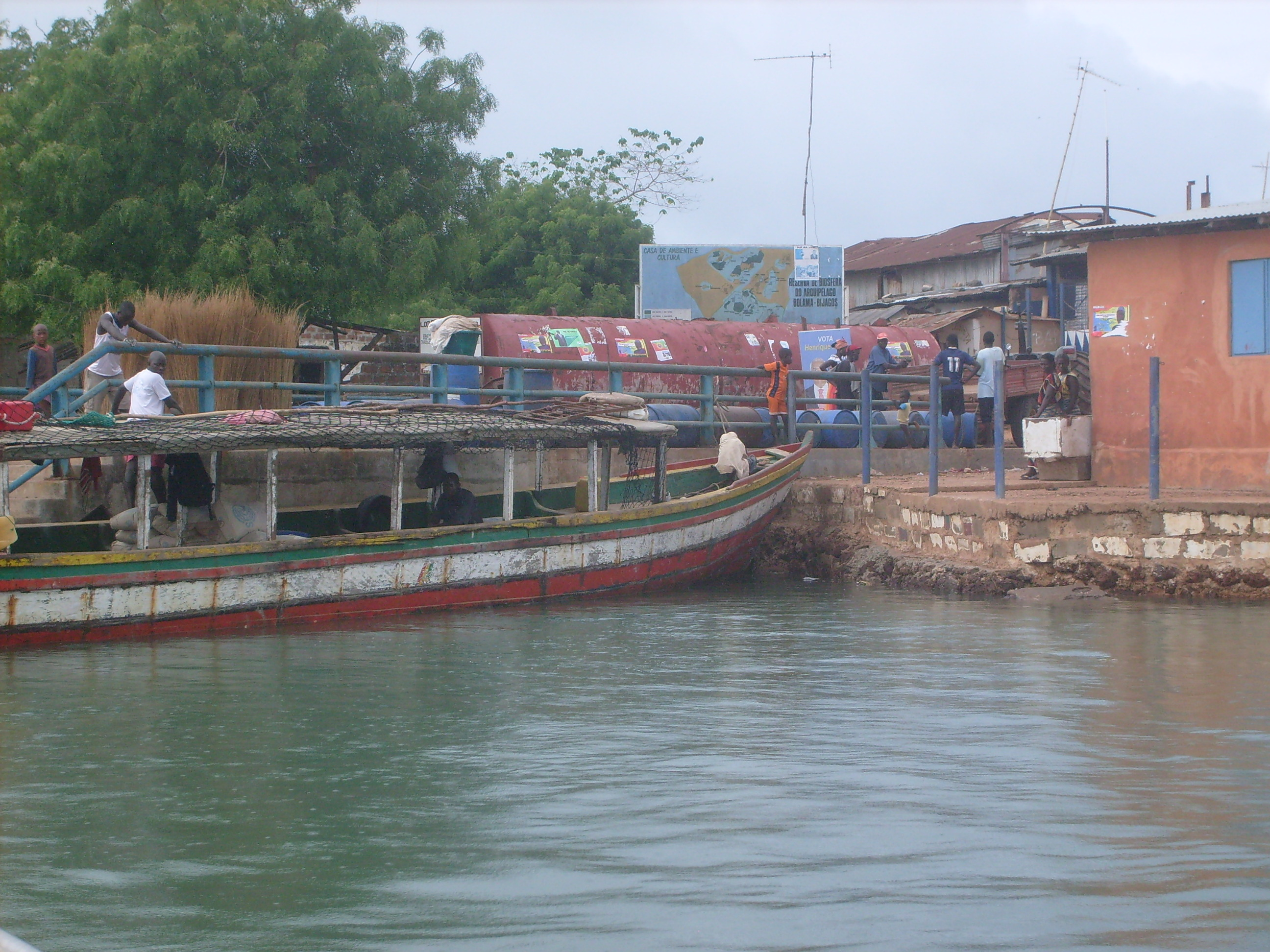
Port de Bubaque.

La Guinée-Bissau est membre de l'Union économique et monétaire ouest-africaine. La principale source de devises est l'exportation de noix de cajou, qui représente 60 % des revenus du pays. La Guinée-Bissau est le 3e producteur de noix de cajou d'Afrique, et le 6e mondial, avec sa production de 120 000 tonnes par an lui rapportant 60 millions de dollars. Le pays possède de nombreuses autres ressources naturelles : bauxite, bois, pétrole, roches phosphatées, etc. Son littoral, très riche en poissons, attire les pêcheurs de l'Union européenne qui viennent pêcher chaque année 500 000 tonnes de poisson, versant en échange à la Guinée-Bissau environ 7 500 000 €[Information douteuse]. Le potentiel agricole du pays est énorme, mais sa forêt, par exemple, n'est exploitée que de manière informelle.
Le tourisme y est d'un poids très faible ; la fréquentation a toutefois doublé entre 2010 et 2016, dépassant alors les 40 000 visiteurs et procurant un revenu de 20 millions de dollars en 2017.
Malgré ses nombreux atouts, la Guinée-Bissau est le dixième pays le plus pauvre du monde, parmi les pays les moins avancés (PMA). L'indice de développement humain (IDH) est de 0,483 en 2021 (177e sur 196 pays) contre 0,443 en 2010. En 2005, le budget de l'État dépend à 75 % de l'aide internationale. Il n'y a pas partout de l'électricité et 80 % des habitants vivent avec moins de 1 dollar par jour.
En effet, l'instabilité politique, les séquelles de la guerre civile de 1999, l'obsolescence des infrastructures découragent les investisseurs et donc les possibilités de développement.
Du fait de sa pauvreté et de sa désorganisation économique, la Guinée-Bissau est une proie facile pour les trafiquants de drogue d'Amérique du Sud qui l'utilisent comme passerelle pour atteindre l'Union européenne, leur principal client depuis que les États-Unis ont durci leur politique de contrôles aux frontières. La Guinée-Bissau a une position géographique privilégiée, au sud du Sénégal, qui l'exclut du dispositif de contrôle de l'immigration clandestine, qui s'étend du Maroc au Sénégal et rend les trafics difficiles. La drogue sud-américaine est donc stockée en Guinée-Bissau, où elle est ensuite introduite par petites quantités dans les produits de marché (fruits, poissons, noix de cajou) acheminés vers l'Europe, ou ingérée par des mules qui risquent leur vie et leur liberté pour 5 000 € (leur salaire pour acheminer cinq cents grammes à un kilogramme de cocaïne en capsules).
La Guinée-Bissau, loin d'être consommatrice de ces drogues de « luxe » que ses habitants n'ont pas les moyens de s'offrir, est devenue en quelques années la plaque tournante du trafic de cocaïne. L'économie de la drogue représenterait un montant supérieur au PIB du pays.

## Démographie

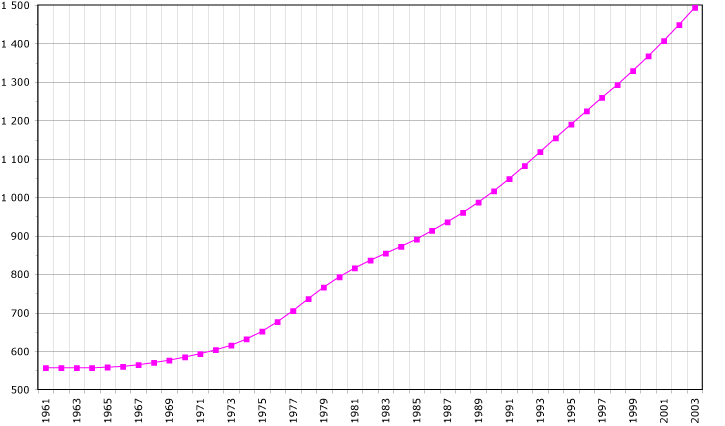
Évolution de la démographie entre 1961 et 2003 (chiffre de la FAO, 2005). Population en milliers d'habitants.

En 2010, la population de la Guinée-Bissau est de 1 533 964 habitants. Elle est composée à 40,8 % de personnes de moins de 14 ans, à 56,1 % de 15 à 64 ans et à 3,1 % de 65 ans ou plus. Sa densité de population est de 42 hab./km2.
En 2010, l'espérance de vie des hommes est de 46,07 ans et celle des femmes de 49,79 ans.
La même année, le taux de croissance de la population est de 2,019 %, avec un taux de natalité de 35,97 ‰, un taux de mortalité de 15,79 ‰, un taux de mortalité infantile de 99,82 ‰ et un taux de fécondité de 4,58 enfants/femme.
En 2020, la population est de 1 970 000 habitants.

### Langues
La langue officielle du pays est le portugais. La langue de communication (et langue maternelle d'environ un tiers de la population) est le créole de Guinée-Bissau qui s'est développé à partir du portugais.
Le français est assez répandu, et est enseigné en tant que première langue étrangère, nécessaire pour les affaires et les communications internationales, car le pays est entouré de pays francophones.
L'anglais y est également assez répandu, surtout parmi la jeune génération issue de l'élite du pays. C'est aussi la langue d'un nombre significatif de Nigérians et d'autres anglophones issus de pays anglophones du golfe de Guinée (comme le Ghana, le Libéria ou la Sierra Leone) qui sont surtout des commerçants, ou des entrepreneurs.
La Guinée-Bissau est membre de l'Organisation internationale de la francophonie depuis 1979. Cette dernière estimait en 2015 le nombre de francophones en Guinée-Bissau à 275 000. D'après le recensement de 2009, le plus récent réalisé dans le pays à ce jour[Quand ?], 27,1% de la population guinéenne peut parler portugais. Le dernier recensement général révèle également que le portugais et le français sont parlés respectivement par 46,3% et 10,6% de la population en milieu urbain et par 14,7% et 1,6% en milieu rural.

### Religions
La répartition des religions dans le pays n'est pas connue avec précision, seules des estimations sont disponibles. La Guinée-Bissau est un pays membre de l'Organisation de la coopération islamique. La religion musulmane est la principale du pays : les musulmans représentent une proportion entre 40 % et 50 % de la population, proportion variable suivant les sources,,. 40 % sont musulmans sunnites, 6 % sont musulmans chiites et 36 % se considèrent simplement comme musulmans. L'animisme est la deuxième religion la plus répandue, avec entre 14,9 % et 40 % de la population la pratiquant,,. Le christianisme est la troisième religion du pays, et représente entre 10 % et 22,1 % de la population,,. La majorité des chrétiens de la Guinée-Bissau sont catholiques. La Cathédrale de Bissau, de style néo-roman, est considéré comme le lieu le plus représentatif du catholicisme en Guinée-Bissau.

## Culture

Un carnaval en Guinée-Bissau, en 2009.

| Date         | Nom français                           | Nom local                       | Remarques       |
| ------------ | -------------------------------------- | ------------------------------- | --------------- |
| 1er janvier  | Jour de l'an                           | Ano Novo                        |                 |
| 20 janvier   | Jour des Héros                         | Dia dos heróis                  |                 |
| 8 mars       | Journée internationale des femmes      | Dia Internacional da Mulher     |                 |
| 1er mai      | Fête du Travail                        | Dia do Trabalho                 |                 |
| 3 août       | Journée des Martyrs de la colonisation | Dia dos mártires da colonização |                 |
| 24 septembre | Jour de l'indépendance (1973)          | Dia da independência            | Fête nationale. |
| 20 décembre  |                                        | Festa do Cordeiro               |                 |
| 25 décembre  | Noël                                   | Natal                           |                 |

### Médias
Les principaux médias sont la télévision et la radio nationales.

### Films se déroulant en Guinée-Bissau
- Los dioses de verdad tienen huesos est un film documentaire qui décrit la situation du pays[44].
- Le film-documentaire Sans soleil de Chris Marker se déroule en partie en Guinée-Bissau, notamment lors du carnaval de Bissau[45],[46].
- Le film Nome de Sana Na N'Hada (mars 2024) a pour cadre la guerre d'indépendance en Guinée-Bissau et les années qui ont suivi[47].